# Сельмани, Астрит
Астрит Сельмани (швед. Astrit Selmani; род. 13 мая 1997, Мальмё) — косовский и шведский футболист, нападающий клуба «Хапоэль» (Беэр-Шева) и национальной сборной Косова.

## Клубная карьера
Начинал заниматься футболом в «Мальмё». В 12 лет получил травму крестообразных связок колена, в результате чего был вынужден покинуть академию клуба. Восстановившись от травмы, присоединился к молодёжной команде «Кулладаля». В начале 2014 года присоединился к «Олимпику» из Мальмё, в составе которого провёл два сезона в третьем дивизионе, где забил 14 мячей в 37 матчах.
Перед сезоном 2016 года присоединился к «Энгельхольму». Первую игру в его составе провёл 28 февраля на групповом этапе кубка Швеции против «Мальмё». 3 апреля дебютировал в Суперэттане в игре с «Сюрианской», появившись на поле в конце встречи. Сыграв за «Энгельхольм» всего шесть матчей в чемпионате, Сельмани покинул команду. После этого на протяжении трёх лет выступал в первом дивизионе за «Кристианстад», «Русенгорд» и «Торн».
В январе 2019 года стал игроком «Варберга». В первый же сезон вместе с клубом стал победителем Суперэттана, заслужив право выступать в Алльсвенскане. 15 июня 2020 года дебютировал в чемпионате Швеции во встрече с «Хельсинборгом». Сельмани в этом матче оформил дубль, чем принёс своей команде первую победу на высшем уровне. В итогам сезона нападающий принял участие в 24 матчах, в которых забил 15 мячей, став вторым бомбардиром сезона.
18 декабря 2020 года перешёл в шведский «Хаммарбю», подписав с клубом четырёхлетний контракт. По оценкам СМИ сумма трансфера составила 7-8 миллионов шведских крон, что сделало футболиста самым дорогим приобретением в истории «Хаммарбю». В 2021 и 2022 годах вместе с клубом дважды доходил до финала кубка Швеции. В решающем матче 2021 года сильнее в серии пенальти был «Хаммарбю», а год спустя также по пенальти они уступили «Мальмё».

## Карьера в сборной
В марте 2021 года было объявлено о решении Сельмани выступать за национальную сборную Косова. Также в марте был вызван в сборную на товарищеский матч с Литвой и отборочные матчи чемпионата мира против Швеции и Испании, но не смог присоединиться к команде из-за положительного теста на COVID-19. Дебютировал за сборную 9 октября 2021 года в ответном отборочном матче со шведами, заменив на 70-й минуте Зюмера Бютюки.

## Достижения
«Варберг»:
- Победитель Суперэттана: 2019

«Хаммарбю»:
- Обладатель Кубка Швеции: 2020/21
- Финалист Кубка Швеции: 2021/22

## Клубная статистика
| Выступление      | Выступление      | Выступление      | Лига | Лига | Кубки | Кубки | Конт. кубки | Конт. кубки | Итого | Итого |
| Клуб             | Лига             | Сезон            | Игры | Голы | Игры  | Голы  | Игры        | Голы        | Игры  | Голы  |
| ---------------- | ---------------- | ---------------- | ---- | ---- | ----- | ----- | ----------- | ----------- | ----- | ----- |
| Олимпик          | Дивизион 3       | 2014             | 18   | 5    | 1     | 1     | 0           | 0           | 19    | 6     |
| Олимпик          | Дивизион 3       | 2015             | 19   | 9    | 0     | 0     | 0           | 0           | 19    | 9     |
| Олимпик          | Итого            | Итого            | 17   | 14   | 1     | 1     | 0           | 0           | 18    | 15    |
| Энгельхольм      | Суперэттан       | 2016             | 6    | 0    | 2     | 0     | 0           | 0           | 8     | 0     |
| Энгельхольм      | Итого            | Итого            | 6    | 0    | 2     | 0     | 0           | 0           | 8     | 0     |
| Кристианстад     | Дивизион 1       | 2016             | 8    | 0    | 2     | 0     | 0           | 0           | 10    | 0     |
| Кристианстад     | Итого            | Итого            | 8    | 0    | 5     | 0     | 0           | 0           | 13    | 0     |
| Русенгорд        | Дивизион 1       | 2017             | 22   | 4    | 1     | 0     | 0           | 0           | 23    | 4     |
| Русенгорд        | Итого            | Итого            | 22   | 4    | 1     | 0     | 0           | 0           | 23    | 4     |
| Торн             | Дивизион 1       | 2018             | 28   | 13   | 2     | 1     | 0           | 0           | 30    | 14    |
| Торн             | Итого            | Итого            | 28   | 13   | 2     | 1     | 0           | 0           | 30    | 14    |
| Варберг          | Суперэттан       | 2019             | 27   | 15   | 4     | 0     | 0           | 0           | 31    | 15    |
| Варберг          | Алльсвенскан     | 2020             | 24   | 15   | 4     | 2     | 0           | 0           | 28    | 17    |
| Варберг          | Итого            | Итого            | 51   | 30   | 8     | 2     | 0           | 0           | 59    | 32    |
| Гётеборг         | Алльсвенскан     | 2021             | 26   | 9    | 7     | 1     | 6           | 5           | 39    | 15    |
| Гётеборг         | Алльсвенскан     | 2022             | 11   | 1    | 6     | 4     | 0           | 0           | 17    | 5     |
| Гётеборг         | Итого            | Итого            | 37   | 10   | 13    | 5     | 6           | 5           | 56    | 20    |
| Всего за карьеру | Всего за карьеру | Всего за карьеру | 169  | 71   | 29    | 9     | 6           | 5           | 204   | 85    |

## Статистика в сборной
| Матчи и голы Астрита Сельмани за национальную сборную Косова | Матчи и голы Астрита Сельмани за национальную сборную Косова | Матчи и голы Астрита Сельмани за национальную сборную Косова | Матчи и голы Астрита Сельмани за национальную сборную Косова | Матчи и голы Астрита Сельмани за национальную сборную Косова | Матчи и голы Астрита Сельмани за национальную сборную Косова |
| №                                                            | Дата                                                         | Оппонент                                                     | Счёт                                                         | Голы                                                         | Соревнование                                                 |
| ------------------------------------------------------------ | ------------------------------------------------------------ | ------------------------------------------------------------ | ------------------------------------------------------------ | ------------------------------------------------------------ | ------------------------------------------------------------ |
| 1                                                            | 9 октября 2021                                               | Швеция                                                       | 0:3                                                          | 0                                                            | Отборочные матчи ЧМ-2022                                     |
| 2                                                            | 12 октября 2021                                              | Грузия                                                       | 1:2                                                          | 0                                                            | Отборочные матчи ЧМ-2022                                     |
| 3                                                            | 10 ноября 2021                                               | Иордания                                                     | 0:2                                                          | 0                                                            | Товарищеский матч                                            |
| 4                                                            | 14 ноября 2021                                               | Греция                                                       | 1:1                                                          | 0                                                            | Отборочные матчи ЧМ-2022                                     |
| 5                                                            | 24 марта 2022                                                | Буркина-Фасо                                                 | 5:0                                                          | 1                                                            | Товарищеский матч                                            |

Итого:5 матчей и 1 гол; 1 победа, 1 ничья, 3 поражения.